# Théorie de l'hiver froid
Pour un article plus général, voir Controverse sur les rapports entre race et intelligence.
La théorie de l'hiver froid est une théorie racialiste défendue depuis les années 1980, notamment par Richard Lynn et J. Philippe Rushton, comme mécanisme explicatif de supposées différences innées (génétiques) entre les races humaines en termes d'intelligence.

## Énoncé de la théorie
La théorie défendue par Richard Lynn fait le lien entre climat et évolution des capacités cognitives chez l'Homme moderne. D'après cette théorie, les personnes d'origine asiatique ont des compétences supérieures sur le plan visuo-spatial et inférieures sur le plan verbal, comparées aux personnes d'origine caucasienne ou africaine. Il tente de lier ces différences aux climats auxquels les ancêtres de ces populations ont été exposés. Son hypothèse propose qu'après la dernière sortie d'Afrique les populations humaines ont divergé génétiquement en raison d'une pression de sélection différente. Pour Lynn, les humains préhistoriques restés en Afrique pouvaient vivre de cueillette tout au long de l'année. À l'inverse, ceux vivant dans les climats plus froids d'Eurasie devaient pour survivre préparer l'hiver (stocker et conserver de la nourriture, s'abriter du froid) et chasser du gros gibier, actions demandant plus de planification et de coordination entre individus. Ainsi l'intelligence aurait fait l'objet d'une pression sélective plus importante en Eurasie. Lynn et Rushton ont cherché à appuyer cette théorie en comparant les pays, et en mettant en évidence une corrélation entre le QI moyen par pays et les températures hivernales. Ils défendent que le QI moyen est le plus élevé chez les Asiatiques, légèrement inférieur chez les Blancs, et le plus bas chez les Africains subsahariens, et que cette différence est en partie génétique.

## Critiques
De nombreuses critiques portent sur les hypothèses et la méthodologie utilisées par Lynn, par Rushton et par Templer & Arikawa qui défendent cette théorie.
Le psychologue Robert Sternberg et ses collaborateurs rappellent que des controverses rendent difficile une définition claire et scientifique de l'intelligence humaine, et que l'idée de race humaine n'a pas de fondement scientifique. Ils soulignent qu'il n'y a pas de mutations génétiques connues qui soient associées aux scores QI (il faut noter que depuis de nombreux allèles ont été liés à l'intelligence,). Ils expliquent qu'il est assez facile d'imaginer des différences environnementales qui obligeraient certains groupes humains à développer certaines formes d'intelligence : par exemple, les capacités visuo-spatiales devraient aussi être très développées dans les peuples du Pacifique qui ont développé de grandes connaissances en navigation et orientation. Cependant, concluent-ils, cette démarche ne relève pas d'une démarche scientifique mais d'une spéculation.
Pesta et Poznanski dans un article de 2014 montrent qu'une corrélation similaire à celle décrite par les partisans de la théorie peut être observée en comparant les États américains : les températures sont corrélées au QI moyen mesuré ainsi qu'à d'autres indicateurs comme le revenu par habitant. Pourtant la population nord-américaine est beaucoup trop récente pour que la pression sélective ait joué un rôle quelconque.